# Frederick Stark Pearson
Frederick Stark Pearson   (Lowell, 30 de juliol de 1861 - oceà Atlàntic i RMS Lusitania, 7 de maig de 1915)

## Biografia
L'any 1883 obtingué la llicenciatura en Arts Mecàniques i s'incorpora immediatament com a docent en la mateixa universitat on havia cursat els estudis, el Tufts College del Massachusetts Institute of Technology. L'any 1886 finalitzà la seva etapa acadèmica i comença a treballar pel govern dels EUA investigant explotacions mineres al seu país i al Brasil, on en descobrirria el seu potencial econòmic i energètic.
Com a resultat de la seva formació com a enginyer, del seu caràcter emprenedor i d'uns grans dots financers i empresarials, l'any 1887 creà la seva primera empresa de producció d'electricitat, iniciant un camí que el portarà a ser l'impulsor d'algunes de les empreses elèctriques i de transport més grans i importants del món, implantades fonamentalment als EUA, Brasil, Mèxic i Catalunya. Entre 1887 i 1912 creà o participà en 16 empreses elèctriques i de transport, entre les quals la Somerville Electric Light Co., la Sao Paulo Railway Light and Power Co. Ltd. (1899), la Mexican Light & Power Co. (1901), la Rio de Janeiro Tramway, Light and Power Co. Ltd. (1904) o la Brazilian Traction, Light & Power Co. Ltd. (1912). A Catalunya crearia la Barcelona Traction, Light and Power (1911) i la companyia Ferrocarrils de Catalunya.
L'interès de Pearson per la producció d'energia elèctrica a Catalunya nasqué de la mà de l'enginyer Carles Emili Montañès i Criquillion, qui el portà a Barcelona el juliol dle 1911 per aexplicar-li els seus projectes d'electrificació del país mitjançant la hidroelectricitat. Montañés convencé Pearson de les grans possibilitats que ofereixen els rius del Pirineu català per a la producció d'electricitat i la zona industrial de Barcelona per consumir-la. Dos mesos més tard, el setembre de 1911, Pearson creà la Barcelona Traction, Light and Power i la seva filial Regs i Força de l'Ebre, conegudes com La Canadenca, per executar el projecte. La primera acció que Pearson va fer fou visitar Emil Rathenau per a comprar-li la Companyia Barcelonina d'Electricitat, transacció que es formalitzà el 12 de gener del 1912. L'any 1912 començarien els treballs de construcció de les grans central hidroelèctrica de Talarn, que aprofita les aigües del riu Noguera Pallaresa, i de la de Seròs, al riu Segre.
Pearson morí el 7 de maig de 1915, amb 54 anys, en l'enfonsament del vaixell Lusitania davant les costes d'Irlanda, torpedinat per un submarí alemany. L'enginyer tornava de Nova York per assistir a una reunió a Londres per refinançar l'empresa després de les dificultats causades per l'esclat de la Primera Guerra Mundial.